# Renato Cadueri
Renato Cadueri ist ein italienischer Tontechniker und Regisseur.

## Leben
Cadueri spezialisierte sich früh auf die Tonmischung von Filmen und war in dieser Funktion zwischen 1953 und 1978 an einer Vielzahl von Filmen beteiligt. Daneben arbeitete er als Dokumentarfilmer und inszenierte 1975 mit der hastig produzierten Erotikkomödie La clinica dell'amore seinen einzigen Spielfilm als Regisseur.

## Filmografie

### Regisseur
- 1975: La clinica dell'amore